# خمی بهار
خمی بهار (به لاتین: Kham-e Bahar) یک منطقهٔ مسکونی در افغانستان است که در ولسوالی خواهان واقع شده‌است.